# 광서제
광서제(光緖帝, 만주어: Badaranga doro han 바다랑가 도로 한, 몽골어: Badargultu Törü Khaan 바다라올트 투르 칸, 1871년 8월 14일(음력 6월 28일) ~ 1908년 11월 14일(음력 10월 21일))는 청나라의 제11대 황제이다. 
묘호는 덕종(德宗). 시호는 동천숭운대중지정경문위무인효예지단검관근경황제(同天崇運大中至正經文緯武仁孝睿智端儉寬勤景皇帝)이다. 청나라 역사상 최초의 방계 혈통 출신 황제이다.
그는 강유위, 양계초 등을 통해 변법자강운동을 추진하려 했으나, 내부 배신자 위안스카이가 서태후에게 밀고하여 실패로 돌아갔다. 사망 직후 공식 사인은 오랜 지병으로 알려졌으나 시중에는 독살설이 돌았다. 후에 2008년 광서제의 능에서 유해와 머리카락을 X선으로 분석한 결과 다량의 비소 성분이 검출되었다.

## 생애
서태후의 지원으로 즉위하였다. 1875년 1월 12일에서부터 1908년 11월 14일까지 재위하는 동안 1875년 1월 12일에서부터 1881년 4월 8일까지는 적모(嫡母)인 동태후가 섭정하였고 1881년 4월 8일에서부터 1889년 2월 25일까지는 이모(姨母)이자 서백모(庶伯母)인 서태후가 섭정을 하였다. 이후 1889년 2월 25일에서부터 1898년 3월 18일까지 친정을 하였으나 1898년 3월 18일을 기하여 서태후가 총리대신 경밀친왕 혁광 공과 함께 일으킨 궁중 정변으로 유폐되어 서태후에게 다시 실권이 박탈되었고 결국 경밀친왕 혁광 총리대신에게 실권이 최종 재박탈되었으며 1908년 11월 14일을 기하여 사망할 때까지 유폐되어 허수아비 임금의 신세를 지냈다.
광서제가 재위한 시기에는 양무 운동으로 부분 성향이나마 중국의 근대화가 전개되고 있었다. 그러나 1894년에서 이듬해 1895년까지 일어난 청일 전쟁이 청나라의 패배로 끝나 타이완이 일본에 식민지 강제 복속이 되는 등 중국에서의 열강 각축전은 더욱 치열해졌다.
광서제는 캉유웨이, 량치차오 등 신진 엘리트들을 등용하여 일본의 메이지 유신을 모델로 한 무술변법(戊戌變法)을 실행하고 완전 근대화를 꾀하였다. 당시 캉유웨이 등의 지식인들은 러시아의 위협을 제거하기 위해 영국, 일본과 협력할 것을 제안하고 신문에 개혁안을 싣는 등 개혁을 선도했다. 그러나 보수적인 서태후, 이홍장 등이 반격하자, 개혁에 가담한 지식인들이 망명이나 사형을 맞아야 했고, 결국은 서태후가 섭정을 재개했다.
1899년에 일어난 의화단과 열강 8국의 연합군이 1900년 베이징에서 격돌하는 사이에 광서제는 서태후와 함께 시안으로 피난했고 그가 총애하던 후궁 진비(珍妃)는 서태후의 명령으로 살해당했다. 베이징 의정서가 성립되어 베이징으로 돌아왔으나 그는 여전히 실권이 없었다. 그는 독서를 즐겼고 이상주의적 성격이 강해 보수적인 서태후와 대립했다. 1908년 11월 14일에 사망했고, 당시 이질을 앓고 있던 서태후는 제12대 황제로 푸이를 서둘러 지명한 뒤 다음날인 11월 15일에 사망했다. 
공식 사망원인은 오랜 지병에 의한 사망으로 알려졌으나, 시중에는 독살설이 제기되었다. 그의 후계자 선통제의 가정교사였던 레지널드 존스톤은 후일 영국으로 돌아가 1930년대에 발표한 책 자금성의 황혼에 광서제의 독살설을 언급하고 사실이라 했다. 존스톤은 광서제의 독살범으로 서태후보다는 서태후 이외의 인물이 독살했을 가능성을 제기했다. 일설에는 위안스카이가 그를 독살했다는 의혹이 오랫동안 제기되어 왔다. 2008년 광서제의 유해를 X선 조사한 결과 머리카락과 위장에서 독극물인 비소가 다량으로 검출되어 광서제가 독살당한 것이 사실로 밝혀졌다.

## 가족 관계

### 조부모와 부모
- 조부: 선종 도광성황제(宣宗 道光成皇帝) 민녕(旻寧)
- 조모: 효전성황후 뉴호록씨(孝全成皇后 鈕祜祿氏)
- 부친: 순현친왕(醇賢親王) 혁현(奕譞)
- 모친: 적복진 엽혁나랍씨(嫡福晉 葉赫那拉)

### 황후
| 봉호       | 시호                    | 이름(성씨)               | 재위년도        | 생몰년도        | 국구(장인/장모)                                                                                         | 별칭  | 비고 |
| ---------- | ----------------------- | ------------------------ | --------------- | --------------- | --- | ----- | ---- |
| 황후(皇后) | 효정경황후 (孝定景皇后) | 여허나라 씨 (葉赫那拉氏) | 1888년 ~ 1908년 | 1868년 ~ 1913년 | 삼등승은공 (三等承恩公) 여허나라 구이샹 (葉赫那拉 桂祥) 일품부인(一品夫人) 아이신기오로 씨 (愛新覺羅氏) | [ 2 ] |      |

### 후궁
| 봉호                | 시호                    | 이름(성씨)           | 생몰년도        | 별칭       | 비고  |
| ------------------- | ----------------------- | -------------------- | --------------- | ---------- | ----- |
| 근황귀비 (瑾皇貴妃) | 온정황귀비 (溫靖皇貴妃) | 타타라 씨 (他他拉氏) | 1873년 ~ 1924년 | [ 3 ]      | [ 4 ] |
| 진비(珍妃)          | 각순황귀비 (恪順皇貴妃) | 타타라 씨 (他他拉氏) | 1876년 ~ 1900년 | 진빈(珍嬪) |       |

### 황자
| -    | 봉호        | 시호 | 이름                                             | 생몰년도        | 별칭 | 생부/생모                                                                                   | 자식 | 비고                        |
| 양자 | 양자        | 양자 | 양자                                             | 양자            | 양자 | 양자                                                                                        | 양자 | 양자                        |
| ---- | ----------- | ---- | ------------------------------------------------ | --------------- | ---- | ------------------------------------------------------------------------------------------- | ---- | --------------------------- |
| 양자 | 왕자 (王子) |      | 아이신기오로 푸이 (愛新覺羅 溥儀 /애신각라 부의) | 1906년 ~ 1967년 |      | 순친왕(醇親王) 아이신기오로 자이펑 (愛新覺羅 載豊) 대복진(大福晉) 과이과 유란 (瓜爾佳 幼蘭) |      | 제12대 황제 선통제(宣統帝). |

## 기년과 연호
| 연호       | 사용기간 | 사용기간 | 년수 | 비고 |
| ---------- | -------- | -------- | ---- | ---- |
| 광서(光緖) | 1875년   | 1908년   | 34년 |      |

## 같이 보기
- 청일 전쟁
- 의화단 운동